# 판문동
판문동(板門洞)은 대한민국 경상남도 진주시의 동이다. 면적은 17.38km2이고, 인구는 2020년 11월 30일을 기준으로 7,920세대 21,234명이다.

## 개요

### 지명유래
판문(板門) 마을은 삼국시대 석(昔)씨들이 마을을 형성하였으며 동리밖에 판자로 울타리를 치고 동쪽으로 문을 내었다고 하여 판문이라 부르게 되었다고 전하고 있다. 조선 정조 때에 달성서씨와 화순최씨, 진양정씨들이 들어와 살게 되었다고 하며 마을 아래에 백년 된 느티나무가 그리고 마을 위에 오십년 된 느티나무가 서 있다. 지금은 여러 성씨가 대를 이어 살고 있으며 마을 진입도로도 깨끗이 포장되어 살기 좋은 마을이다.
1973년 7월에 내동면 귀곡리를 진주시에 편입하면서 귀곡동으로 개칭하였다. 현재의 행정동인 판문동은 1997년 7월 1일 부로 평거동 일부가 행정동인 판문동으로 이속됨으로써 법정동인 평거동 일부와 판문동·귀곡동으로 이루어져 있다.

## 지리
동쪽은 평거동, 남쪽은 내동면에 접하고, 서쪽과 북쪽은 대평면에 마주 닿아 있다. 남강댐으로 조성된 진양호를 끼고 있어서 자연 경관이 아름다워 관광지로 유명하다.

## 행정 구역
- 평거동
- 판문동
- 귀곡동

## 관광
- 남강댐
- 진양호공원
- 소싸움경기장

## 교육
- 평거초등학교
- 경해여자중학교
- 경해여자고등학교
- 선명여자고등학교